# Bill Tung
 (juillet 2025).
Si vous disposez d'ouvrages ou d'articles de référence ou si vous connaissez des sites web de qualité traitant du thème abordé ici, merci de compléter l'article en donnant les références utiles à sa vérifiabilité et en les liant à la section « Notes et références ».
Bill Tung, de son vrai nom Tung Biu (董驃, 30 mars 1933 - 22 février 2006), né sous le nom de Chu Man-biu, est un acteur et commentateur de courses hippiques hongkongais.
Il débute comme jockey dans l'écurie familiale et devient ensuite commentateur de courses de chevaux. En raison de sa popularité, il est invité à jouer dans de nombreux films à partir de la fin des années 1970. Il apparaît ainsi dans plusieurs films avec Jackie Chan dans les années 1980 et 1990, comme par exemple dans le rôle de l'inspecteur Bill Wong, alias « Oncle » dans la série des Police Story, dont son dernier film, Police Story 4: Contre-attaque, en 1996. Il se retire du métier de commentateur hippique en 2000 et meurt en 2006 d'insuffisance pulmonaire.

## Biographie
Né à Hong Kong en 1933, Tung commence par apprendre l'équitation dès l'âge de huit ans. Il devient jockey à douze ans après avoir été diplômé de la première formation du Jockey Club de Hong Kong d'après-guerre. Au cours de sa courte carrière de jockey de chevaux, il se rend à Singapour, au Royaume-Uni et dans d'autres pays pour concourir. Après avoir appris à devenir entraîneur de chevaux, il sert dans les écuries de sa famille en tant que vice-entraîneur.
En 1967, lorsque Rediffusion Television (en) (devenue plus tard Asia Television (en)) commence à diffuser des courses de chevaux, Tung est recruté comme commentateur. En raison de son avis franc et de ses critiques dans les cercles de courses de chevaux, il est respectueusement appelé « Oncle Biu ». À cause de la perte des droits de diffusion, Tung ne peut continuer à commenter à la télévision et rejoint le Jockey Club de Hong Kong en tant qu'animateur d'émissions de radio. Cela a un effet sur l'industrie de la radio car l'audience de RTHK augmente alors considérablement.
Après 1997, lorsque Asia Television perd les droits de diffusion des courses de chevaux, Tung travaille comme entraîneur de chevaux au Jockey Club de Macao (en). Au cours de sa première année comme entraîneur, il remporte 64 courses avec les chevaux de ses écuries. Il travaille également comme commentateur de courses de chevaux à Macao jusqu'en 2000. Il retourne à Hong Kong en tant que commentateur de courses de chevaux pour la saison 2003-04.
En juillet 2005, Tung prend sa retraite de l'industrie des médias en raison de problèmes cardiaques. Il est hospitalisé plusieurs fois en raison de diabète et de maladies cardiaques. Le 16 février 2006, il est admis à l'hôpital St. Paul (en) en raison d'un inconfort physique. Le 22 février, à 23h, en raison d'une fibrose pulmonaire menant à une défaillance organique, Tung meurt à l'hôpital en compagnie de ses proches, à l'âge de 73 ans.
Un comité funéraire est mis en place et la veillée mortuaire de Tung a lieu le 13 mars 2006 à 16 h au Hong Kong Coliseum. Son ami l'acteur Jackie Chan est l'un des porteurs du cercueil. Le lendemain, Tung est incinéré au crématorium de Sha Tin.
De ses quatre mariages, Tung a eu cinq enfants. Ses trois filles sont maintenant mariées. Ses deux fils sont décédés, l'un en bas âge, et son deuxième de cancer.

## Filmographie
- Luan long bo meng (1977) : lui-même
- Fatherland (série TV, 1980) : Yung Hok-ling
- Security Unlimited  (1981) : annonceur de l'hippodrome
- The Legendary Fok (série TV, 1981) : Fok Yan-tai
- Coolie Killer (1982)
- My Darling, My Goddess (1982) : Don Phew
- Tian ji guo he (1983)
- The Fung-shui Master (1983)
- Fast Fingers (1983) : oncle Bill
- Esprit d'amour (1983) : le père de Chi-Ming
- Family Light Affair (1984)
- I Love Lolanto (1984)
- I Will Finally Knock You Down, Dad! (1984) : le moine
- My Little Sentimental Friend (1984)
- Dear Mummy (1985) :  Inspecteur Bill
- Police Story (1985) : Inspecteur Bill Wong
- Tian guan ci fu (1985) : Ji Xiao Dong
- Happy Din Don (1986) : Ma Masa, le roi Crocodile
- Devoted to You (1986) : le commentateur de courses hippique
- Jiang shi shao ye (1986)
- It's a Mad, Mad, Mad World (1987) : Bill
- Sworn Brothers (1987)
- Enchanting Night (1987) : oncle Hak
- Le Marin des mers de Chine 2 (1987) : le commissaire de police
- Mr. Handsome (1987) : Bill Lau
- Who Is Craftiest (1988) : Leung Piu
- L' Hôtesse de la violence (1988) : oncle Mark
- Dian zhi zei zei (1988)
- Bless This House (1988) : Bill Chang
- The Inspector Wears Skirts (1988) : le commissaire Tung
- Double Fattiness (1988) : Mo Chak-shu
- Ling huan xiao jie (1988) : Maître Wong
- Mother vs. Mother (1988) : Dut-hing
- Shen tan fu zi bing (1988)
- Police Story 2 (1988) : Bill Wong
- Tong tian pai dang (1988)
- Imaginary Suspense (1988) : Shek Man-tau
- It's a Mad, Mad, Mad World 2 (1988) : Bill
- The Inspector Wears Skirts 2 (1989) : le commissaire Tung
- It's a Mad, Mad, Mad World 3 (1989) : Bill
- Xiao xiao xiao jing cha (1989)
- Wo yao fu gui (1989) : Ho Ka-chai
- Big Brother (1989) : Tung
- My Dear Son (1989)
- Fu gui kai xin gui (1989)
- Tragic Heroes (1989) : oncle Gwai
- The Final Judgement (1989) : l'officier Kent Chan
- Ghostly Vixen (1990) : Wizard
- Look Out, Officer! (1990) : Chang Piao
- Xi huan de gu shi (1990)
- Si ren xin shi jie (1990)
- Doctor's Heart (1990) : le père de Man-Tsun
- The Banquet (1991) : oncle Bill
- Hong Kong Eva (1992)
- It's a Mad, Mad, Mad World Too (1992) : Bill
- Freedom Run Q (1992)
- Police Story 3: Supercop (1992) : oncle Bill Wong
- Meng qing ren (1993)
- Supercop 2 (1993) : oncle Bill
- Combats de maître (1994) : le général (non crédité)
- Ma shen (1994)
- Jackie Chan dans le Bronx (1995) : oncle Bill
- Police Story 4: Contre-attaque (1996) : oncle Bill Wong